# Schmutz
Schmutz is een Belgische popgroep uit de jaren 80. Hun carrière schoot uit de startblokken toen ze in 1983 het amateurconcours 'Vacature' van Stichting Breekend en Backstage Muziekmagazine wonnen.
Schmutz is vooral bekend van hun hit Love Games in 1984 van het album Lip Service.
De synthesizer-intro van Love Games werd later gebruikt door Paris Avenue, in hun nummer In My Mind.
De band is afkomstig uit Neeroeteren, Limburg en bestaat uit Carlo Peeters (Bree, 6 oktober 1962 – Erftstadt (D) 15 juni 2006)-(toetsen), Guy Peeters (zang), Johan Tyskens (bass), Jo Exelmans (gitaar), Jos Claessens (gitaar) en Marcel Vermeulen (drums).
Anno 2017 speelt Schmutz nog met grotendeels dezelfde bezetting. In augustus 2017 spelen ze onder meer op het W-festival in het Waalse Mont-de-l'Enclus.

## Uitgebrachte albums
- Lip Service (1985)
- Pillow Talk (2018)